# 江口謙
江口 謙（えぐち けん、1973年2月19日 - ）は、神奈川県出身のモーターサイクル・ロードレースレーサー。筑波サーキットのsp250コースレコードが1996年から破られていないが、仲間からはドラえもんと呼ばれていた。

## 戦績
- 1994年 ロードレースデビュー
- 1995年 関東選手権SP250チャンピオン
- 1996年 関東選手権GP250チャンピオン
-    鈴鹿4時間耐久ロードレース 決勝3位
- 1997年 全日本選手権GP250参戦
- 1998年 全日本選手権GP250ランキング12位
- 1999年 全日本選手権GP250ランキング10位
-    WGP茂木戦 参戦
- 2000年 全日本選手権GP250ランキング19位
- 2001年 全日本選手権GP250ランキング19位
- 2002年 全日本選手権JSB1000参戦
-    鈴鹿8時間耐久ロードレースJSBクラス2位
- 2003年 全日本選手権JSB1000ランキング9位
- 2004年 鈴鹿8時間耐久ロードレーススペシャルステージ10位
- 2006年 モトルネッサンス筑波 サムライクラス優勝
- 2007年 鈴鹿8時間耐久ロードレース参戦
- 2008年 鈴鹿8時間耐久ロードレース参戦